# A Division 1946-1947 (Irlanda)
La stagione 1946-1947 è stata la ventiseiesima edizione della League of Ireland, massimo livello professionistico del calcio irlandese.

## Classifica finale
|  |    | Classifica finale 1946-1947 | Pt | G  | V | N | P | GF | GS | DR  |
|  | -- | --------------------------- | -- | -- | - | - | - | -- | -- | --- |
|  | 1. | Shelbourne                  | 19 | 14 | 8 | 3 | 3 | 34 | 24 | +10 |
|  | 2. | Drumcondra                  | 18 | 14 | 8 | 2 | 4 | 29 | 25 | +4  |
|  | 3. | Shamrock Rovers             | 17 | 14 | 7 | 3 | 4 | 34 | 21 | +13 |
|  | 4. | Cork Utd                    | 16 | 14 | 7 | 2 | 5 | 40 | 27 | +13 |
|  | 5. | Bohemians                   | 13 | 14 | 5 | 3 | 6 | 33 | 33 | 0   |
|  | 6. | Dundalk                     | 11 | 14 | 4 | 3 | 7 | 25 | 37 | -12 |
|  | 7. | Waterford                   | 9  | 14 | 3 | 3 | 8 | 17 | 30 | -13 |
|  | 8. | Limerick                    | 9  | 14 | 2 | 5 | 7 | 16 | 31 | -15 |

### Verdetti
- Shelbourne campione d'Irlanda 1946-1947.

## Statistiche

### Squadre
- Maggior numero di vittorie:  Drumcondra e  Shelbourne (8)
- Minor numero di sconfitte:  Shelbourne (3)
- Migliore attacco:  Cork Utd (40 gol fatti)
- Miglior difesa:  Shamrock Rovers (21 gol subìti)
- Miglior differenza reti:  Cork Utd e  Shelbourne (+13)
- Maggior numero di pareggi:  Limerick (5)
- Minor numero di pareggi:  Drumcondra e  Cork Utd (2)
- Maggior numero di sconfitte:  Waterford (8)
- Minor numero di vittorie:  Limerick (2)
- Peggiore attacco:  Limerick (16 gol fatti)
- Peggior difesa:  Dundalk (37 gol subìti)
- Peggior differenza reti:  Limerick (-15)

### Capocannoniere
|  | Gol | Marcatore  | Squadra         |
|  | --- | ---------- | --------------- |
|  | 11  | Paddy Coad | Shamrock Rovers |
|  | 11  | Alf Hanson | Shelbourne      |